# Lijst van voetbalinterlands Angola - Seychellen
Deze lijst van voetbalinterlands is een overzicht van alle officiële voetbalwedstrijden tussen de nationale teams van Angola en de Seychellen. De landen speelden tot op heden twee keer tegen elkaar. De eerste ontmoeting, een groepswedstrijd tijdens de COSAFA Cup 2022, werd gespeeld op 7 juli 2022 in Durban (Zuid-Afrika). Het laatste duel, een groepswedstrijd tijdens de COSAFA Cup 2024, vond plaats in Port Elizabeth (Zuid-Afrika) op 1 juli 2024.

## Wedstrijden
| № | Plaats         | Datum       | Competitie      | Wedstrijd           | Uitslag |
| - | -------------- | ----------- | --------------- | ------------------- | ------- |
| 1 | Durban         | 7 juli 2022 | COSAFA Cup 2022 | Angola − Seychellen | 3 − 0   |
| 2 | Port Elizabeth | 1 juli 2024 | COSAFA Cup 2024 | Angola − Seychellen | 3 − 2   |

## Samenvatting
| Competitie | Totaal gespeeld | Winst Angola | Gelijk | Winst Seychellen | Doelsaldo Angola – Seychellen |
| ---------- | --------------- | ------------ | ------ | ---------------- | ----------------------------- |
| COSAFA Cup | 2               | 2            | 0      | 0                | 6 − 2                         |
| Totaal     | 2               | 2            | 0      | 0                | 6 − 2                         |

FAF · A-internationals · Bondscoaches · Statistieken · Angolees vrouwenelftal · Olympisch elftal · Angola U21 · Angola U20 · Angola U19 · Angola U18 · Angola U17
1980 – 1989 · 
1990 – 1999 · 
2000 – 2009 · 
2010 – 2019 ·
2020 − 2029
WK 2006
1977 · 
1978 · 1979 · 
1980 · 
1981 · 
1982 · 
1983 · 
1984 · 
1985 · 
1986 · 
1987 · 
1988 · 
1989 · 
1990 · 
1991 · 
1992 · 
1993 · 
1994 · 
1995 · 
1996 · 
1997 · 
1998 · 
1999 · 
2000 · 
2001 · 
2002 · 
2003 · 
2004 · 
2005 · 
2006 · 
2007 · 
2008 · 
2009 · 
2010 · 
2011 · 
2012 · 
2013 · 
2014 ·
2015 ·
2016 ·
2017 ·
2018 ·
2019 ·
2020 ·
2021 ·
2022 ·
2023 ·
2024
Algerije ·
Argentinië ·
Bahrein ·
Benin ·
Botswana ·
Burkina Faso ·
Burundi ·
Centraal-Afrikaanse Republiek ·
Comoren ·
Congo-Brazzaville ·
Congo-Kinshasa ·
Cuba ·
Egypte ·
Equatoriaal-Guinea ·
Eritrea ·
Estland ·
Ethiopië ·
Gabon ·
Gambia ·
Ghana ·
Guinee ·
Guinee-Bissau ·
Iran ·
Ivoorkust ·
Japan ·
Kaapverdië ·
Kameroen ·
Kenia ·
Lesotho ·
Letland ·
Liberia ·
Libië ·
Madagaskar ·
Malawi ·
Mali ·
Malta ·
Marokko ·
Mauritanië ·
Mauritius ·
Mexico ·
Mozambique ·
Namibië ·
Niger ·
Nigeria ·
Noord-Macedonië ·
Oeganda ·
Portugal ·
Rwanda ·
Sao Tomé en Principe ·
Saoedi-Arabië ·
Senegal ·
Seychellen ·
Sierra Leone ·
Soedan ·
Swaziland ·
Tanzania ·
Togo ·
Tsjaad ·
Tunesië ·
Turkije ·
Uruguay ·
Venezuela ·
Verenigde Arabische Emiraten ·
Zaïre ·
Zambia ·
Zimbabwe ·
Zuid-Afrika ·
Zuid-Korea
Iran (2006) ·
Mexico (2006) ·
Portugal (2006)
SFF · A-internationals · Seychels vrouwenelftal
1980 - 1989 · 
1990 - 1999 · 
2000 – 2009 · 
2010 – 2019 ·
2020 − 2029
Algerije ·
Angola ·
Bangladesh ·
Botswana ·
Burkina Faso ·
Burundi ·
Comoren ·
Congo-Kinshasa ·
Eritrea ·
Ethiopië ·
Gabon ·
Gambia ·
Ivoorkust ·
Kenia ·
Lesotho ·
Libië ·
Madagaskar ·
Malawi ·
Malediven ·
Mali ·
Mauritius ·
Mozambique ·
Namibië ·
Nigeria ·
Oeganda ·
Palestina ·
Rwanda ·
San Marino ·
Sierra Leone ·
Soedan ·
Sri Lanka ·
Swaziland ·
Tanzania ·
Tunesië ·
Zambia ·
Zimbabwe ·
Zuid-Afrika ·
Zuid-Soedan